# Okresní soud v Příbrami
Okresní soud v Příbrami je okresní soud se sídlem v Příbrami, jehož odvolacím soudem je Krajský soud v Praze. Soud se nachází v nové budově vybavené kamerovým systémem v Milínské ulici (do roku 1996 sídlil v Mitrovickém paláci na náměstí T. G. Masaryka), bezbariérový přístup je zajištěn. Rozhoduje jako soud prvního stupně ve všech trestních a civilních věcech, ledaže jde o specializovanou agendu (nejzávažnější trestné činy, insolvenční řízení, spory ve věcech obchodních korporací, hospodářské soutěže, duševního vlastnictví apod.), která je svěřena krajskému soudu.

## Soudní obvod
Obvod Okresního soudu v Příbrami se zcela neshoduje s okresem Příbram, patří do něj pouze území těchto obcí:
Bezděkov pod Třemšínem •
Bohostice •
Bohutín •
Borotice •
Bratkovice •
Březnice •
Buková u Příbramě •
Bukovany •
Cetyně •
Čenkov •
Čím •
Daleké Dušníky •
Dlouhá Lhota •
Dobříš •
Dolní Hbity •
Drahenice •
Drahlín •
Drásov •
Drevníky •
Drhovy •
Dubenec •
Dublovice •
Dubno •
Háje •
Hluboš •
Hlubyně •
Horčápsko •
Hřiměždice •
Hudčice •
Hvožďany •
Chotilsko •
Chrást •
Chraštice •
Jablonná •
Jesenice •
Jince •
Kamýk nad Vltavou •
Klučenice •
Kňovice •
Korkyně •
Kosova Hora •
Kotenčice •
Koupě •
Kozárovice •
Krásná Hora nad Vltavou •
Křepenice •
Křešín •
Láz •
Lazsko •
Lešetice •
Lhota u Příbramě •
Malá Hraštice •
Milešov •
Milín •
Modřovice •
Mokrovraty •
Nalžovice •
Narysov •
Nečín •
Nedrahovice •
Nechvalice •
Nepomuk •
Nestrašovice •
Nová Ves pod Pleší •
Nové Dvory •
Nový Knín •
Občov •
Obecnice •
Obory •
Obořiště •
Ohrazenice •
Osečany •
Ostrov •
Ouběnice •
Pečice •
Petrovice •
Pičín •
Počaply •
Počepice •
Podlesí •
Prosenická Lhota •
Příbram •
Příčovy •
Radětice •
Radíč •
Rosovice •
Rožmitál pod Třemšínem •
Rybníky •
Sádek •
Sedlčany •
Sedlice •
Smolotely •
Solenice •
Stará Huť •
Starosedlský Hrádek •
Suchodol •
Svaté Pole •
Svatý Jan •
Svojšice •
Štětkovice •
Těchařovice •
Tochovice •
Trhové Dušníky •
Třebsko •
Tušovice •
Velká Lečice •
Věšín •
Višňová •
Volenice •
Voznice •
Vrančice •
Vranovice •
Vševily •
Vysoká u Příbramě •
Vysoký Chlumec •
Zalužany •
Zbenice •
Zduchovice •
Županovice